# النصر (بني قيس الطور)

تعديل مصدري - تعديل

النصر هي إحدى قرى عزلة ربع مسعود بمديرية بني قيس الطور التابعة لمحافظة حجة، بلغ تعداد سكانها 224 نسمة حسب تعداد اليمن لعام 2004.